# ガスマスクガール
ガスマスクガールは、かつてよしもとクリエイティブ・エージェンシーで活動していたお笑いコンビ。大阪NSC29期生。2008年3月にコンビ結成。2011年7月27日に解散することを発表し、2011年8月16日に行われた単独ライブを以て解散。

## メンバー
- 畠山 達也（はたけやま たつや、1984年11月24日 - ）ボケ担当。立ち位置は向かって左。

岩手県花巻市出身。
身長165cm、体重52kg、血液型はO型、靴のサイズ26.5cm。
以前は「レインライオン」→「マフラーマン」→「春霞」というコンビを組んでいた。
解散後は、元「キャサリン」（元「ドルフィンズ」）の浮田修平とのコンビ「シチガツ」として活動していたが、2015年5月31日に解散し、その後はピン芸人として活動。
第83回（2015年下期）赤塚賞にて、「マジシャン奇術無仕掛の事件簿」で佳作受賞。
2016年6月30日、6月いっぱいで吉本興業を退社することをTwitterで発表した。
同年10月20日発売の「少年ジャンプGIGA 2016 vol.4」に、読切りマンガ『凡太は普通に生きている』が掲載され、漫画家デビューを果たす。　
お笑いコンビ「スマイラーズ」のメンバーである畠山達也（NSC大阪校37期生）は同姓同名の別人である。
2021年10月18日、お笑いトリオ「ジェラードン」海野裕二の働きかけで吉本興業に復帰。同時に芸人として活動を再開することをTwitterで発表した。
2023年11月2日より『コミックシーモア』にて先行配信されている漫画『カスミの地味な未確認生物的返済生活』で、原作を前野悠介が務め、畠山は漫画を担当している。『川島・山内のマンガ沼』の番組の企画で「ソルマーレ編集部からマンガ家デビューする権利」を獲得したことによる。
- 山元 康輔（やまもと こうすけ、1987年1月26日 - ）ツッコミ担当。立ち位置は向かって右。

大阪府大阪市平野区出身。
身長173cm、体重67kg、血液型はA型、靴のサイズ26.5cm。
以前は「笑政会」というコンビを組んでいた。
ニックネームは「ヤマゲン」。
ネタ中における小道具の製作を担当。
解散後は、元「野球家族」の舘野忠臣と共に「ネコニスズ」というコンビを結成し、タイタンへ移籍。現在は「ヤマゲン」の芸名で活動している。

## 概要
- コンビ名の由来は、山元のピン芸人時代の芸名をそのままつけた。
- 同期の見取り図と共に、大阪NSC29期生で初のワラbメンバーとなった。
- 第30回ABCお笑い新人グランプリにて、審査員特別賞受賞。
- M-1グランプリ2009にて準決勝進出。
- 第31回ABCお笑い新人グランプリにて、2年連続となる決勝進出。

## 芸風
- ライブではコントがメインである。
- ブラック（ブラックユーモア）でストーリー性のある演劇調のネタを主流としていた。
- 代表作に「走馬灯」などがある。

## 出演

### テレビ
- オンバト+（NHK総合）戦績0勝1敗 最高361KB
- とんねるずのみなさんのおかげでした・細かすぎて伝わらないモノマネ選手権 （フジテレビ） - 山元のみ
- 爆笑ホワイトカーペット（フジテレビ） - キャッチコピーは「関西お笑い新世代」
- オールザッツ漫才（毎日放送）
- ABCお笑い新人グランプリ（朝日放送） - 2年連続決勝進出。
- 麒麟の部屋（毎日放送）
- マヨブラ流（読売テレビ）
- 千鳥のぼっけぇTV!（GAORA）
- 銀シャリのbaseベイベー（GAORA）
- 炎上base（関西テレビ）
- ゼッタイジャルっ!（関西テレビ、2010年7月16日）

インターネット配信
- ニコニコbase（ニコニコ動画）

## DVD
- お初～見取り図・ガスマスクガールのネタ8本 打ち上げ映像もあるんだって!?～（2010年11月24日発売、よしもとアール・アンド・シー）[10]

## 受賞歴
- 2009年 第30回ABCお笑い新人グランプリ 審査員特別賞
- 2010年 第31回ABCお笑い新人グランプリ 新人賞

## 出囃子
- ミドリ「声を聞きたいのですが、聞こえないのです」(2009)
- 山口百恵「禁じられた遊び」(2010)

## 単独ライブ
- 2009年
  - 12月19日 - 「解禁ガール」（baseよしもと/大阪）
- 2010年
  - 2月11日 - 「ガスマスクトーク」（baseよしもと/大阪）トークライブ
  - 5月2日 - 「ギリモザ！単独ガール」（baseよしもと/大阪）
  - 8月20日 - 「見取り図ガスマスクの単独２本立て！しかも値段は1000円なんだって！？」（なんばグランド花月/大阪）見取り図との合同単独公演
  - 11月28日 -  「週刊少年単独ガール」（baseよしもと/大阪）
- 2011年
  - 4月10日 - 「ガスマスクの会」（5upよしもと/大阪）
  - 6月30日 - 「ガスマスクトーク」（5upよしもと/大阪）トークライブ
  - 8月16日 -  「5up!単独ガール～ベストネタコレクション～」（5upよしもと/大阪）